# Андровићи
Андровићи су насељено мјесто у општини Зворник, Република Српска, БиХ. Према попису становништва из 1991. у насељу је живјело 319 становника.

## Становништво
Према попису становништва из 1991. године, мјесто је имало 319 становника.
| Националност | 1991. |
| Срби         | 314   |
| Укупно       |       |

| Демографија | Демографија | Демографија |
| Година      | Становника  | Становника  |
| ----------- | ----------- | ----------- |
| 1948.       | 249         |             |
| 1953.       | 266         |             |
| 1961.       | 310         |             |
| 1971.       | 307         |             |
| 1981.       | 237         |             |
| 1991.       | 319         |             |